# 최상아
최상아(2001년 ~ )는 대한민국의 배우, 리포터다.

## 학력
- 2024년 2월 : 동국대학교 연극학부 졸업

## 경력
- 2022년 5월 ~ : 한국사회공헌협회 인플루언서 사회공헌단
- 2022년 11월~: 설화맥주앰버서더
- 2022년 : CF 시투안바이코즈볼 화장품
- 2023년7월~: OBS경인TV ESG 인플루언서
- 2023년1월~: 부산광역시 반려동물협회 홍보대사
- 2023년 : 유기동물 인식개선 캠페인 홍보대사
- 2024년3월~ : 서울아산센트럴치과 전속모델
- 2024년10월~ : 서울시 인플루언서풍납토성 홍보대사
- 2024년10월~ : 디클린트 살균칫솔 전속모델
- 2024년 11월 ~ : 부산광역시 반려인협회 홍보대사

## 출연 작품

### 드라마
- 2017년 ~ 2018년 KBS2 저녁 일일연속극 《내 남자의 비밀》
- 2018년 ~ 2019년 SBS 토요 특별기획 드라마 《운명과 분노》 ... 강미나 역
- 2020년 ~ 2021년 SBS 아침 일일연속극 《불새 2020》 ... 최혜선 역
- 2022년 SBS 금토 미니시리즈 《어게인 마이 라이프》 ... 이창수 부인 역
- 2022년 SBS 월화 미니시리즈 《우리는 오늘부터》
- 2023년 KBS2 주말연속극 《진짜가 나타났다!》
- 2023년 ENA 수목 미니시리즈 《오랫동안 당신을 기다렸습니다》
- 2024년 KBS2 저녁 일일연속극 《스캔들》 ... 오세원 역

### 교양
- 2016년 JTBC 교양 프로그램 《TV정보쇼 알짜왕》
- 2019년 TV조선 교양 프로그램 《알콩달콩》

### 영화
- 2024년 영화 《가로수길 이봄씨어터》 ... 윤 배우 역

### 수상
- 2021년 국가 최우수 지역발전 대상 최우수신인배우 대상
- 2022년 대한민국 예술문화스타대상 예술문화 신인연기상